# Oenanthe filicaulis
Oenanthe filicaulis är en flockblommig växtart som beskrevs av David Nathaniel Friedrich Dietrich. Oenanthe filicaulis ingår i släktet stäkror, och familjen flockblommiga växter. Inga underarter finns listade i Catalogue of Life.